# عفاريت السيالة (مسلسل)

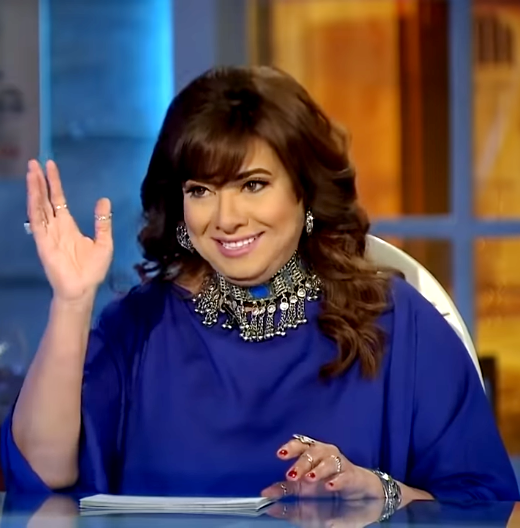
نشوى مصطفى في دور رئيسة

عفاريت السيالة مسلسل مصري مكون من 37 حلقة في موسم واحد وتم عرضه في سنة 2004. المسلسل من تأليف أسامة أنور عكاشة وإخراج إسماعيل عبد الحافظ وبطولة أحمد الفيشاوي وعبلة كامل وحسن حسني وصفية العمري وزينة وفيدرا وخيرية أحمد وأحمد سلامة وسماح السعيد راندا البحيري ومحمود الحديني.

## القصة
تدور أحداثه في إطار درامي كوميدي حول الفتى مغاوري الذي يعيش مع خالته رزقة ثم يظهر فجأة رجل أعمال ثرى يكتشف أن مغاوري ابنه ويكتب له نصيب كبير من تركته ليعوضه عن طفولته التي لم يعشها معه، لكن كان لإخوته رأي آخر.